# Granges-Paccot
Granges-Paccot is een gemeente in het Franstalige gedeelte van het Zwitserse kanton Fribourg in het district Sarine. De gemeente ligt in de agglomeratie van Fribourg. Ongeveer driekwart van de mensen in de gemeente spreken Frans, ongeveer 15% Duits.
De gemeente wordt omringd door de gemeentes van Fribourg, Givisiez, La Sonnaz en Düdingen.
De gemeente werd voor de eerste keer per oorkonde vermeld in 1317 onder de naam Grangarium. Het gedeelte Paccot in de naam is afgeleid van een familie met de naam Paccot, die in de 16e eeuw het land van de gemeente beheerste. De gemeente was tot 1793 een eenheid met de gemeente Givisiez. Vanaf 1950 veranderde het landelijk beeld van de gemeente door de bouw van modernere behuizingen. De gemeente werd in 1977 opgedeeld door de bouw van de rijksweg A12, waarvan de gemeente heeft geprofiteerd doordat vele bedrijven zich hier hebben gevestigd. Tegenwoordig ligt het Forum Fribourg op het gebied van de gemeente.